# Саладоидная культура
Саладоидная культура — в археологии Американского континента данный термин означает аборигенное население Карибских островов и Венесуэлы.
Островные араваки происходят из низовий реки Ориноко близ современных поселений Саладеро и Барранкас в Венесуэле. Поскольку самоназвание этого племени нам неизвестно, название культуре было дано от поселения Саладеро, где обнаружена уникальная для данной культуры керамика.
В период 500—280 гг. до н. э. народы-мореплаватели из региона низменностей реки Ориноко в Южной Америке мигрировали на лежащие к северу от них острова Вест-Индии вплоть до территории современного Пуэрто-Рико. Поскольку они занимались земледелием, первоначально они занимали более влажные и плодородные острова. С собой они принесли новые традиции, включая оригинальную керамику с большим количеством декоративных элементов, позволившую археологам установить место их происхождения. При этом они частично ассимилировали, частично уничтожили прежнюю ортоироидную культуру.
Характерным артефактом саладоидной культуры является украшение в виде хищной птицы, которое изготавливалось из таких камней, как аметист, кварц, окаменелое дерево.